# Communauté de communes de la Casinca
Die Communauté de communes de la Casinca ist ein ehemaliger französischer Gemeindeverband mit der Rechtsform einer Communauté de communes im Département Haute-Corse in der Region Korsika. Sie wurde am 17. September 2002 gegründet und umfasste sieben Gemeinden. Der Verwaltungssitz befand sich im Ort Vescovato.

## Historische Entwicklung
Mit Wirkung vom 1. Januar 2017 fusionierte der Gemeindeverband mit der Communauté de communes Orezza-Ampugnani und bildete so die Nachfolgeorganisation Communauté de communes de la Castagniccia-Casinca, der sich auch sechs weitere Gemeinden aus der aufgelösten Communauté de communes du Casaccóni è Gólu Suttanu anschlossen.

## Ehemalige Mitgliedsgemeinden
1. Castellare-di-Casinca
2. Loreto-di-Casinca
3. Penta-di-Casinca
4. Porri
5. Sorbo-Ocagnano
6. Venzolasca
7. Vescovato